# Anoplocaryum helenae
Anoplocaryum helenae là loài thực vật có hoa trong họ Mồ hôi. Loài này được Volot. mô tả khoa học đầu tiên năm 1996.